# 神輿ロッカーズ
神輿ロッカーズ （みこしロッカーズ）は、BURGER INN RECORDS、elements、lifeline所属アーティストの総合ファンクラブである。

## 所属アーティスト
- KICK THE CAN CREW
  - KREVA
  - MCU
  - LITTLE
- CHABA
  - 平野一郎
  - 比嘉大祐
  - 鹿嶋静
- THC!!
  - KAI
  - KANA
  - Ritz
  - K-69
  - Mack
  - IZU
- EL-MALO
  - 柚木隆一郎
  - 會田茂一
- くレーベル
  - KREVA
  - CUEZERO
  - SONOMI
  - 熊井吾郎
  - パチオ
  - 天狗A.K.Aロナウド落合

## 略歴
- 2004年10月　神輿ロッカーズ発足
- 2005年12月9日　沖縄ダンスクラブ松下で神輿ロッカーズ主催の「神輿ロッカーズ presents～island live in Okinawa 2005～」が行われる
- 2006年3月24日　神輿ロッカーズPCサイトリニューアル
- 2006年5月24日　DVD「神輿ロッカーズ　presents island live in Okinawa 2005」発売
- 2007年3月20日　閉鎖。その後elements/lifeline総合携帯サイトを開設。

## 会員特典
- 会報誌の発行
- ライブ・チケットの先行予約
- DVD「神輿ロッカーズ　presents island live in Okinawa 2005」に特製神輿袋の応募券が付いていた。

## 会報誌
- 2007年3月現在7冊が発行されている。